# Росткі-Байтковські
Росткі-Байтковські (пол. Rostki Bajtkowskie, нім. Rostken) — село в Польщі, у гміні Елк Елцького повіту Вармінсько-Мазурського воєводства.
Населення — 38 осіб (2011).
У 1975-1998 роках село належало до Сувальського воєводства.

## Демографія
Демографічна структура станом на 31 березня 2011 року:
|          | Загалом | Допрацездатний вік | Працездатний вік | Постпрацездатний вік |
| -------- | ------- | ------------------ | ---------------- | -------------------- |
| Чоловіки | 24      | 3                  | 19               | 2                    |
| Жінки    | 14      | 1                  | 12               | 1                    |
| Разом    | 38      | 4                  | 31               | 3                    |